# Marie Doro
Marie Doro (nascida Marie Katherine Stewart; Duncannon, 25 de maio de 1882 – Nova Iorque, 9 de outubro de 1956) foi uma atriz de cinema e teatro norte-americana, no começo do cinema mudo. 
O empresário Charles Frohman, da Broadway, foi quem a descobriu enquanto ela trabalhava para William Gillette e Marie era sempre escalada para papéis femininos delicados. Quando Frohman morreu no naufrágio do RMS Lusitania, em 1915, Marie começou a trabalhar no cinema, inicialmente contratada por Adolph Zukor, mas a maioria de seus filmes mudos estão hoje perdidos.
Depois de passar uma temporada trabalhando na Europa, ela retornou aos Estados Unidos, tendo um grande interesse pela vida espiritual. Logo em seguida se tornou uma reclusa, evitando amigos e fãs. No começo da década de 1950, o escritor Daniel Blum a entrevistou e a incluiu em seu livro Great Stars of the American Stage, uma homenagem a tantos atores dos palcos já falecidos ou que caíram no esquecimento, como Marie Doro.

## Biografia
Marie nasceu em Duncannon, no estado da Pensilvânia, em 1882. Era filha de Richard Henry Stewart e Virginia Weaver. Sua carreira artística começou no teatro, estrelando comédias musicais como corista e depois como atriz nos palcos de São Francisco, em 1903. De lá, foi para Nova Iorque, onde estrelou The Billionaire, com Jerome Sykes. Ela atraiu a atenção de Charles Frohman, que a escalou para trabalhar em Little Mary, de James M. Barrie, que estreou no Empire Theater em 4 de janeiro de 1904.
Marie trabalhou também na companhia de teatro de Anne Hartley Gilbert, famosa atriz britânica que com John Drew, Jr., Ada Rehan e James Lewis formava o grupo dos "Grandes 4" do teatro. No ano seguinte, Marie estrelou a peça Friquet, no Hotel Savoy, e foi na companhia de teatro de William Collier que ela cruzou o Atlântico até os palcos de Londres, para estrelar The Detective.
Com o fim da turnê desta última peça, ela passou dois anos na produção de Clarice, no papel da heroína, uma produção de William Gillette, nome ao qual ela ficou ligada por vários anos e para o qual trabalhou em diversas peças. Enquanto estava na Inglaterra, ela atuou com um jovem rapaz chamado Charles Chaplin, que ficou encantado por Marie. Quando os dois se reencontraram, nos Estados Unidos, ela teve que admitir que não se lembrava dele.
Sua carreira nos palcos com a tutela de Frohman acabou quando ele morreu no naufrágio do Lusitania, em 1905, torpedeado por navios alemães. Marie já tinha atuado em mais de 18 filmes nessa época. Sua estreia com Zukor aconteceu com The Morals of Marcus, de 1915, hoje perdido, baseado na peça da Broadway de 1907 que ela mesma estrelou. No ano seguinte, trabalharia em uma versão para o cinema de Oliver Twist, de Charles Dickens, papel que ela interpretou nos palcos e lhe trouxe aclamação em 1912. Durante a década de 1910, Marie era considerada uma atriz carismática e competente, tendo aparecido em vários filmes, que hoje se encontram perdidos devido aos filmes tratados com nitratos, altamente inflamáveis. Seu único filme desta época a sobreviver ao tempo e ao fogo é Lost and Won, de 1917.

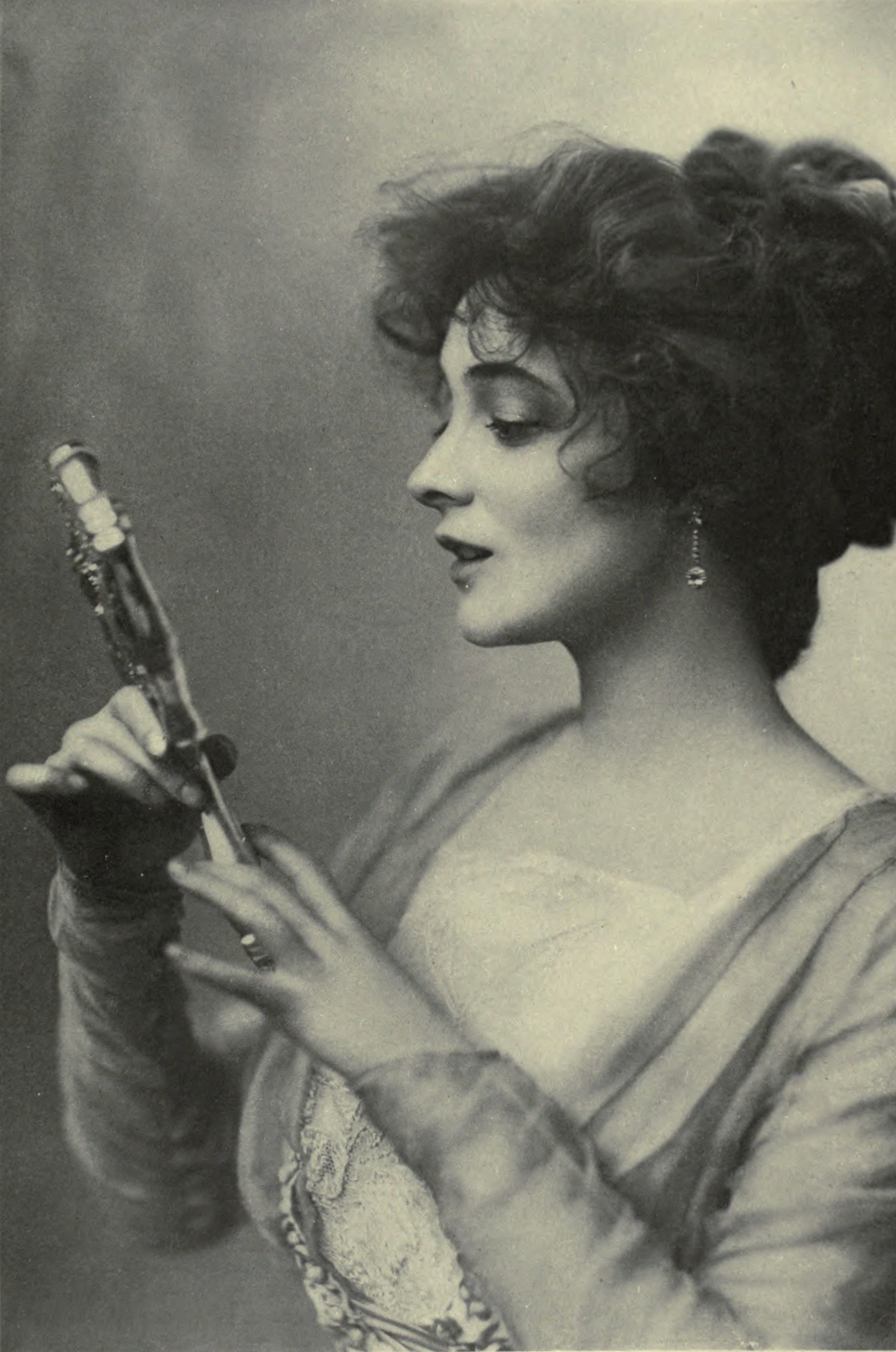
Theatre Magazine, 1913

Em 1915, ela se casou com o ator Elliott Dexter, mas o casamento terminou em divórcio em 1922. Eles não tiveram filhos e Marie nunca mais se casou.
Na década de 1920, Marie era uma atriz bastante popular, mas começou a se desencantar com Hollywood e com sua carreira. Ela retornou aos palcos da Broadway em algum momento de 1921, para trabalhar em Lilies of the Field. Fez mais dois filmes, sendo o último deles Sally Bishop, e partiu para a Europa, onde fez vários filmes na Itália e no Reino Unido.
Ao retornar aos Estados Unidos, Marie se tornou cada vez mais interessada em espiritualidade. Mudando-se para Nova Iorque, estudou brevemente em um seminário na cidade e passou o resto da vida em reclusão. Ela recusava visitas de parentes, amigos ou fãs.

## Morte
Marie Doro morreu em 9 de outubro de 1956, na cidade de Nova Iorque, aos 74 anos, devido a uma insuficiência cardíaca. Em seu testamento, ela doou 90 mil dólares para o Actors Fund of America, que apóia artistas e trabalhadores de bastidores em artes cênicas e entretenimento. Ela foi sepultada no Cemitério Presbiteriano de Duncannon, na Pensilvânia.
Por suas contribuições à indústria do cinema, Marie Doro recebeu uma estrela na Calçada da Fama, na Vine Street, número 1725, em Hollywood.

## Filmografia selecionada
- The Morals of Marcus (1915) (perdido)
- The White Pearl (1915) (perdido)
- The Wood Nymph (1916) (perdido)
- Diplomacy (1916) (perdido)
- The Heart of Nora Flynn (1916)
- Common Ground (1916) (depositado no British Film Institute)
- The Lash (1916) (perdido)
- Oliver Twist (1916) (perdido)
- Lost and Won (1917) (depositado na Biblioteca do Congresso)
- Castles for Two (1917) (depositado na Biblioteca do Congresso)
- Heart's Desire (1917) (depositado na Biblioteca do Congresso)
- 12.10 (1919)
- Midnight Gambols (1919) (perdido)
- The Mysterious Princess (1920) (perdido)
- Little Sister (1921) (perdido)
- The Stronger Passion (1921) (perdido)
- Sister Against Sister (1923) (perdido)
- Sally Bishop (1924) (perdido)